# Malenaqen
Malenaqen fue rey de Kush (Nubia) a mediados del s. VI  a. C., en el llamado período Napata. 
Otras grafías de su nombre son: Malonaqen, Malonaqeñ o Melanaqan.

## Biografía

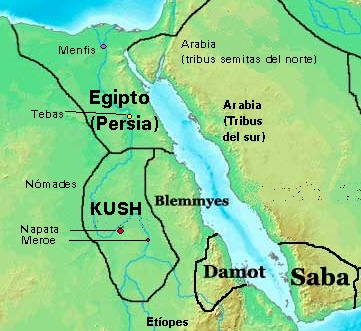
Mapa de Kush, s. VI-V a. C.

Fue hijo del rey Amtalqa y su segunda esposa Amanitakaye. Según la mayor parte de la historiografía a la muerte de Amtalqa, quien reinó entre el 568 y el 555  a. C., lo sucedió en el trono. Según otras corrientes, Amtalqa habría reinado hasta el 560 y lo habría sucedido su primogénito Yesruamani, hijo de su primera esposa Akheqa, y sólo a su muerte en el 555 habría asumido Malenaquen. La transmisión del trono entre hermanos era regla en Kush, y sólo a la muerte de todos pasaba a la siguiente generación.
Tomó el nombre real de Sejem-ka-Ra ("Ra es el de poderoso espíritu"). No se conoce el nombre de Horus, lo que es habitual en este período.
En Egipto continuaba el largo reinado de Amasis (570-526 a. C.) quien había restablecido las relaciones políticas y comerciales con Kush.
Tomó como esposa a Tagtale (o Tagtal). No hay mayores detalles de su reinado. Probablemente fue pacífico y continuó reinando desde Meroe y Napata, aunque se considera que durante su gobierno se completó la transición administrativa a la primera. Murió en 542 a. C. y le sucedió su hijo Analmaye. 
Fue enterrado en la necrópolis de Nuri. Su pirámide es la clasificada como N.º 5. Su viuda fue enterrada en la pirámide N.° 45.

Mapa de Napata.

### Imágenes
- Pirámide de Malenaquen (y otros)
- Cartuchos en oro, Brooklyn Museum (enlace roto disponible en Internet Archive; véase el historial, la primera versión y la última).
- Vasos, cerámica y adornos, Museo of Fine Arts, Boston (enlace roto disponible en Internet Archive; véase el historial, la primera versión y la última).

| Predecesor: (Período Napata) - Amtalqa | Rey de Kush Período Napata | Sucesor: Analmaye - (Período Napata) |

- Datos: Q712892
- Multimedia: Malonaqen / Q712892